# NGC 1878
NGC 1878 (również ESO 56-SC80) – gromada otwarta, znajdująca się w gwiazdozbiorze Góry Stołowej. Należy do Wielkiego Obłoku Magellana. Odkrył ją John Herschel 12 listopada 1836 roku.